# Апартаменти (квартира)
Апартаменти — об'єкт комерційної нерухомості, який не відноситься до житлового фонду. Зазвичай, у них передбачені менш комфортні умови для проживання, ніж у житлових квартирах. У рекламних оголошеннях, можна зустріти пропозиції про продаж апартаментів як квартири.
Назва перейшла від терміна, що належить відповідній категорії готельних номерів.
Фактично, це помешкання призначене для тимчасового проживання. Зазвичай, використовується забудовниками та девелоперами для заміни юридичного визначення поняття квартира, коли за законодавством, не передбачено можливості розміщення житлового будівництва на певній земельній ділянці. А саме:
- Землі рекреаційного та оздоровчого призначення. Ці землі непридатні для розміщення багатоквартирного житлового будинку, а ось будівництво апарт-комплексу законом не заборонено.
- Землі громадського призначення. Зазвичай шляхом будівництва багатофункціонального комплексу, що відноситься до громадських будинків, але передбачає у складі будівлі різного призначення[2].

Відрізняються від квартири іншими нормами щодо нормативних площ приміщень та значно меншим обсягом вимог ДБН щодо забезпечення мінімального комфорту, санітарно-гігієнічного благополуччя та пожежної безпеки мешканців усіх категорій житла.